# Zebu
Zebu Bos primigenius indicus eller Bos indicus er en sydøstasiatisk og østafrikansk pukkelokse, som af hinduerne i Indien betragtes som et helligt dyr. De har en karakteristisk fedtklump på skuldrene, ludende ører og løs halshud. Farven er stålgrå, og den har kraftige horn. Oksen er tilpasset høje temperaturar og avles i mange tropiske lande, både som ren zebu og som hybrider med tyrelignende okser. Zebuer er nyttige trækdyr. De giver mælk og gødning til brændsel og marker samt kød og huder. Zebu-oksen er den vigtigste form for tamkvæg i Asien og Afrika.